# Physematium fragile
Physematium fragile — вид родини вудсієвих (Woodsiaceae), поширений на Кавказі.

## Поширення
Зростає на Кавказі: Північний Кавказ, Грузія, можливо Азербайджан. Поширення в Азербайджані не підтверджені фактичними зразками.
Зростає у затінених вапнякових ущелинах та на вапнякових скелях у ущелинах уздовж річок у альпійській та субальпійській зонах.

## Загрози й охорона
Основною загрозою для цього виду є руйнування середовища проживання внаслідок будівництва доріг уздовж водних шляхів, будівництва гірськолижних курортів та пов'язаних з цим впливів.
Поточних природоохоронних заходів немає, але заплановано заповідник на території, де зустрічається цей вид.